# مسلم بن الحجاج
أبو الحسين مسلم بن الحجاج بن مسلم بن وَرْدٍ بن كوشاذ القشيري الكعبي النيسابوري (206 هـ - 25 رجب 261 هـ) / (822م - 6 يوليو 875م)، هو من أهم علماء الحديث النبوي عند أهل السنة والجماعة. وهو مصنف كتاب صحيح مسلم الذي يعتبر ثاني أصح كتب الحديث بعد صحيح البخاري.(1) وهو أحد كبار الحفّاظ.(2) ولد في نيسابور، طلب الحديث صغيرًا، وكان أول سماع له سنة 218 هـ، وعمره آنذاك اثنتا عشرة سنة.
أخذ العلم أولاً عن شيوخ بلاده وسمع الكثير من مروياتهم، وكانت له رحلة واسعة في طلب الحديث . طاف خلالها البلاد الإسلامية عدة مرات، فرحل إلى الحجاز لأداء فريضة الحج والسماع من أئمة الحديث وكبار الشيوخ، وزار المدينة النبوية ومكة المكرمة، ورحل إلى العراق، فدخل البصرة وبغداد والكوفة، ورحل إلى الشام، ومصر، والري. فمكث قرابة الخمسة عشرة عامًا في طلب الحديث، لقي فيها عددًا كبيرًا من الشيوخ، وجمع ما يزيد على ثلاثمائة ألف حديث. أثنى عليه علماء عصره ومن بعدهم، واعترفوا له بإمامته وبالتقدم والإتقان في علم الحديث. أخذ الحديث عن أحمد بن حنبل وإسحاق بن راهويه وأبي زرعة الرازي وغيرهم، وتتلمذ على الإمام محمد بن إسماعيل البخاري، له مصنفات أخرى غير صحيحه في علم الحديث وعلم الرجال؛ لكنَّ أغلبها مفقود، توفي يوم الأحد الخامس والعشرين من رجب سنة 261 هـ، وعمره خمس وخمسون سنة، ودفن يوم الاثنين ومقبرته في رأس ميدان زياد بنصر أباد بظاهر نيسابور.

## حياته

### مولده
هو أبو الحسين مسلم بن الحجاج بن مسلم بن ورد بن كوشاذ القشيري النيسابوري، من بني قشير وهي قبيلة من العرب معروفة، اتفق النسَّابون على نسبته إليها، ولد الإمام مسلم بن الحجاج في أعلى الزمجار بنيسابور وكان مسكنه بها، وكانت نيسابور في ذلك الوقت من أهم المراكز العلمية في العالم الإسلامي وخصوصاً فيما يتعلق بالحديث النبوي وعلومه، وقد اشتهرت بعلوّ أسانيدها حتى أن السخاوي وصفها بـ: «دار السنّة والعوالي».
اتفق المؤرخون على تاريخ وفاته إلا أنهم اختلفوا في تحديد تاريخ مولده، وللعلماء في تحديد تاريخ ولادته أربعة أقوال:
1. أن ولادته كانت سنة 201 هـ، وهو قول الإمام شمس الدين الذهبي في كتاب العبر؛ حيث ذكر أنه توفي وعمره ستون سنة، ووافقه ابن العماد الحنبلي في شذرات الذهب.
2. أن ولادته كانت سنة 202 هـ، وهو قول بروكلمان ونص عليه في كتاب (تاريخ الأدب).
3. أن ولادته كانت سنة 204 هـ، قاله الذهبي في كلا من تذكرة الحفاظ، وسير أعلام النبلاء،[7] والكاشف في معرفة من له رواية في الكتب الستة، ولكنّه لم يجزم بهذا الرأي، ولكن جزم به ابن كثير الدمشقي،[10] وابن حجر العسقلاني وغيرهم.
4. أن ولادته كانت سنة 206 هـ، وهو قول الحاكم النيسابوري فيما سمعه من ابن الأخرم حيث قال: «توفي مسلم بن الحجاج رحمه الله عشية يوم الأحد ودفن يوم الاثنين لخمس بقين من رجب سنة إحدى وستين ومائتين وهو ابن خمس وخمسين سنة»، وهذا يتضمّن كما قال ابن الصلاح: «أن مولده كان في سنة ست ومائتين».[11]

نشأ في بيت علم، فكان أبوه فيمن يتصدرون حلقات العلم، حيث قال محمد بن عبد الوهاب الفراء: «كان أبوه الحجاج من المشيخة».

### مهنته
عاش مسلم بن الحجاج من كسب يده، فكان يعمل بالتجارة، وكان متجره بخان محمش، وكان يبيع فيه البزّ(3) والأقمشة والثياب، فقال محمد بن عبد الوهاب الفراء: «وكان رحمه الله بزازًا»، وكانت له أملاك وضياع وثروة وكان يعيش منها مكنته من القيام بالرحلات الواسعة إلى الأئمة الأعلام الذين ينتشرون في بقاع كثيرة من العالم الإسلامي. ولم تكن التجارة عائقا له عن طلب الحديث النبوي بل كان يحدث الناس في متجره، وذكر ذلك الحاكم النيسابوري فقال: «قال أبي: رأيت مسلم بن الحجاج يحدث بخان محمش».

### صفاته
وصفه الحاكم النيسابوري فقال عنه: «كان تام القامة أبيض الرأس واللحية يرخي طرف عمامته بين كتفيه»، ونقل الحاكم أيضًا عن أبي عبد الرحمن السلمي قال: «رأيت شيخًا حسن الوجه والثياب، عليه رداء حسن وعمامة قد أرخاها بين كتفيه، فقيل: هذا مسلم. فتقدم أصحاب السلطان فقالوا: قد أمر أمير المؤمنين أن يكون مسلم بن الحجاج أمام المسلمين. فقدّموه في الجامع، فكبّر وصلى بالناس»، وكان كثير الإحسان والكرم حتى سماه الذهبي بـ «محسن نيسابور»، وقال عنه عبد العزيز الدهلوي في بستان المحدثين: «إنه ما اغتاب أحداً في حياته ولا ضرب ولا شتم».

## رحلته في طلب الحديث

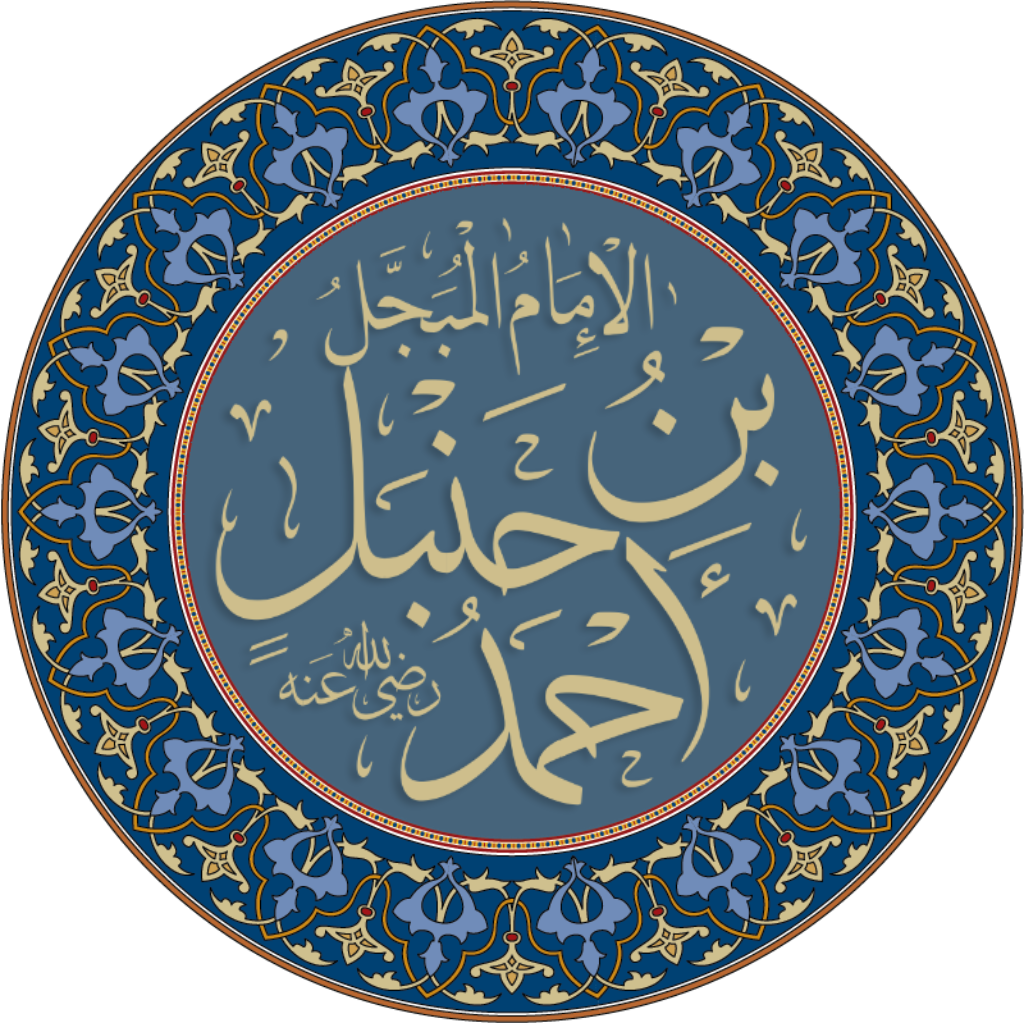
الإمام أحمد بن حنبل، من أبرز الشيوخ الذين سمع منهم الإمام مسلم

ارتحل الإمام مسلم في طلب الحديث، فكانت رحلاته واسعة، فوصفه النووي أنه أحد الرحالين في طلب الحديث إلى أئمة الأقطار والبلدان، فطلب الحديث في بلده نيسابور وخرسان، فأول سماعه في سنة 218 هـ بخرسان من يحيى بن يحيى التميمي، وإسحاق بن راهوية، وآخرين، وبالري محمد بن مهران الجمال، وأبي غسان،  ومحمد بن عمرو زنيجا، وكانت أولى رحلاته الخارجية في سنة 220 هـ وعمره حينذٍ أربعة عشر عامًا، حيث ذهب إلى بلاد الحرمين لأداء الحج، فسمع بالمدينة المنورة إسماعيل بن أبي أويس، وسمع بمكة شيخه القعنبي -وهو أكبر شيوخه- وطبقته، وسمع من سعيد بن منصور، وأبي مصعب الزهري، وبعد أن أدى الحج سمع من الشيوخ في البلاد التي مر عليها، وارتحل مسلم إلى بلخ، والعراق، ورافقه في هذه الرحلة أحمد بن سلمة النيسابوري، ودخل البصرة، ودخل بغداد، فسمع فيها أحمد بن حنبل، وعبد الله بن مسلمة القعنبي، ويحيى بن صاعد، ومحمد بن مخلد، وأكثر عن علي بن الجعد، لكنه ما روى عنه في الصحيح شيئًا، ودخل الكوفة وسمع من أحمد بن يونس، وعمر بن حفص بن غياث، ثم عاد إلى بلدته، وبعد عدة سنين بدأ رحلاته مرة أخرى قبل 230 هـ.
ثم ارتحل إلى بلاد الشام ليسمع من محمد بن خالد السكسكي، وارتحل إلى مصر قبل 250 هـ، وسمع من عمرو بن سواد، وحرملة بن يحيى، وآخرين، وارتحل إلى الري بعد عام 250 هـ عقب تأليفه صحيحه، فالتقى بأبي زرعة الرازي فأنكر عليه روايته لأسباط بن نصر، ولم تقتصر رحلاته على السماع بل كان يذاكر العلماء ويعلم الناس. وآخر قدومه بغداد كان في سنة 259 هـ.

### علاقته بالإمام البخاري
كان مسلم من تلاميذ البخاري، وكان يُجله ويوقره، فيقول محمد بن يعقوب الحافظ: «رأيت مسلم بن الحجاج بين يدي البخاري يسأله سؤال الصبي»، فكان يذهب إليه ويُقبِّل ما بين عينيه، ويقول له: «دعني أقبِّل رجليك»، وكان مسلم يقول له: «لا يُبْغِضُكَ إِلا حَاسِدٌ، وَأَشْهَدُ أَنْ لَيْسَ فِي الدُّنْيَا مِثْلُكَ.»، وعندما زار البخاري نيسابور سنة 250 هـ؛ لازمه مسلم ولم يفارقه. وكان مسلم ملازمًا للبخاري في محنه أيًَا، فقد خاصم مسلم محمد بن يحيى الذهلي بسبب ما وقع بينه وبين البخاري.
كما كان مسلم كثير الانتفاع بالبخاري، فيقول الدارقطني: «لولا البخاري ما راح مسلم ولا جاء.»، ويقول ابن تيمية: «اتفق العلماء على أن البخاري أجل من مسلم في العلوم، وأعرف بصناعة الحديث، وأن مسلمًا تلميذه وخريجه، ولم يزل يستفيد منه ويتبع آثاره.» حيث أن مسلم قفا طريق البخاري، ونظر في علمه وحذا حذوه، إلا أن مسلم لن يرو في صحيحه عن البخاري؛ لأنه لازمه بعد إتمامه صحيحه.

## مشايخه وتلامذته

### شيوخه
سمع مسلم من شيوخ كثر، فشيوخه الذين روى لهم في صحيح مسلم وعدتهم مئتان وعشرون رجلًا، هم:
- إبراهيم بن خالد اليشكري
- إبراهيم بن دينار التمار
- إبراهيم بن زياد سبلان
- إبراهيم بن سعيد الجوهري
- إبراهيم بن عرعرة
- إبراهيم بن موسى
- أحمد بن إبراهيم
- أحمد بن جعفر
- أحمد بن جناب
- أحمد بن جواس
- أحمد بن الحسن بن خراش
- أحمد بن سعيد الرباطي
- أحمد بن سعيد الدارمي
- أحمد بن سنان
- أحمد بن عبد الله الكردي
- أحمد بن عبد الله بن يونس
- أحمد بن عبد الرحمن بن وهب
- أحمد بن عبدة
- أحمد بن عثمان الأودي
- أبي الجوزاء أحمد بن عثمان النوفلي
- أحمد بن عمر الوكيعي
- أحمد بن عيسى التستري
- أحمد بن حنبل
- أحمد بن المنذر القزاز
- أحمد بن منيع
- أحمد بن يوسف السلمي
- إسحاق بن راهويه
- إسحاق بن عمر بن سليط
- إسحاق بن منصور
- إسحاق بن موسى
- إسماعيل بن أبي أويس
- إسماعيل بن الخليل
- إسماعيل بن سالم الصائغ
- أمية بن بسطام
- بشر بن الحكم
- بشر بن خالد
- بشر بن هلال
- جعفر بن حميد
- حاجب بن الوليد
- حامد بن عمر البكراوي
- حبان بن موسى
- حجاج بن الشاعر
- حرملة بن يحيى
- الحسن بن أحمد الحراني
- الحسن بن الربيع البوراني
- الحسن بن علي الخلال
- الحسن بن عيسى بن ماسرجس
- الحسين بن حريث
- الحسين بن عيسى البسطامي
- الحكم بن موسى
- حماد بن إسماعيل بن علية
- حميد بن مسعدة
- خالد بن خداش
- خلف بن هشام
- داود بن رشيد
- داود بن عمرو الضبي
- رفاعة بن الهيثم الواسطي
- زكريا بن يحيى كاتب العمري
- زهير بن حرب
- زياد بن يحيى الحساني
- سريج بن يونس
- سعيد بن عبد الجبار الكرابيسي
- سعيد بن عمرو الأشعثي
- سعيد بن محمد الجرمي
- سعيد بن منصور
- سعيد بن يحيى بن الأزهر
- سعيد بن يحيى الأموي
- سليمان بن داود الختلي
- سهل بن عثمان
- سويد بن سعيد
- شجاع بن مخلد
- شهاب بن عباد
- شيبان بن فروخ
- صالح بن حاتم
- صالح بن مسمار
- الصلت بن مسعود
- عاصم بن النضر
- عباد بن موسى
- عباس بن عبد العظيم
- عباس بن الوليد النرسي
- عبد الله بن براد
- عبد الله بن جعفر البرمكي
- عبد الله بن الصباح
- عبد الله بن عامر بن زرارة
- عبد الله الدارمي
- عبد الله بن عمر بن أبان
- عبد الله بن عمر بن الرومي
- عبد الله بن عون الخراز
- عبد الله بن محمد بن أسماء
- عبد الله بن محمد الزهري
- عبد الله بن مسلمة القعنبي، وهو أكبر شيوخه
- عبد الله بن مطيع
- عبد الله بن هاشم
- عبد الجبار بن العلاء
- عبد الحميد بن بيان
- عبد الرحمن بن بشر
- عبد الرحمن بن بكر بن الربيع بن مسلم
- عبد الرحمن بن سلام الجمحي
- عبد الملك بن شعيب
- عبد الوارث بن عبد الصمد
- عبد بن حميد
- عبيد الله القواريري
- عبيد الله بن محمد بن يزيد بن خنيس
- عبيد الله بن معاذ
- عبيد بن يعيش
- عثمان بن أبي شيبة
- عقبة بن مكرم العمي
- علي بن حجر
- أبي الشعثاء علي بن الحسن
- علي بن حكيم الأودي
- علي بن خشرم
- علي بن نصر
- عمر بن حفص بن غياث
- عمرو بن حماد
- عمرو بن زرارة
- عمرو بن سواد
- عمرو بن علي
- عمرو الناقد
- عون بن سلام
- عيسى بن حماد
- الفضل بن سهل
- القاسم بن زكريا
- قتيبة بن سعيد
- قطن بن نسير
- مجاهد بن موسى
- محرز بن عون
- محمد بن أحمد بن أبي خلف
- محمد بن إسحاق الصاغاني
- محمد بن إسحاق المسيبي
- بندار
- محمد بن بكار بن الريان
- محمد بن بكار العيشي
- محمد بن أبي بكر المقدمي
- محمد بن جعفر الوركاني
- محمد بن حاتم السمين
- محمد بن حرب النشائي
- محمد بن رافع
- محمد بن رمح
- محمد بن سلمة
- محمد بن سهل بن عسكر
- محمد بن عبد الله بن قهزاذ
- محمد بن عبد الله بن نمير
- محمد بن عباد
- محمد بن الصباح الدولابي
- محمد بن طريف
- محمد بن عبد الله الرزي
- محمد بن عبد الأعلى
- محمد بن عبد الرحمن بن سهم
- ابن أبي الشوارب
- محمد بن عبيد بن حساب
- محمد بن عمرو زنيج
- محمد بن عمرو بن أبي رواد
- أبي كريب
- محمد بن الفرج الهاشمي
- محمد بن قدامة البخاري
- محمد بن المثنى بن دينار العنزي
- محمد بن مرزوق الباهلي
- محمد بن مسكين اليمامي
- محمد بن معاذ بن معاذ
- محمد بن معمر القيسي
- محمد بن منهال الضرير
- محمد بن مهران
- محمد بن النضر بن مساور
- محمد بن الوليد البسري
- محمد بن يحيى القطعي
- محمد بن يحيى المروزي الصائغ
- محمد بن يحيى العدني
- محمود بن غيلان
- مخلد بن خالد الشعيري
- منجاب بن الحارث
- منصور بن أبي مزاحم
- موسى بن قريش البخاري
- نصر بن علي الجهضمي
- هارون بن سعيد
- هارون الحمال
- هارون بن معروف
- هدبة
- هريم بن عبد الأعلى
- هناد
- الهيثم بن خارجة
- واصل بن عبد الأعلى
- الوليد بن شجاع
- وهب بن بقية
- يحيى بن أيوب
- يحيى بن بشر
- يحيى بن حبيب
- يحيى بن محمد بن معاوية اللؤلؤي
- يحيى بن معين
- يحيى بن يحيى التميمي
- يعقوب الدورقي
- يوسف بن حماد المعني
- يوسف بن عيسى المروزي
- يوسف بن يعقوب الصفار
- يونس بن عبد الأعلى
- أبي الأحوص البغوي
- أبي أيوب الغيلاني
- أبي بكر بن خلاد
- أبي بكر بن أبي شيبة
- أبي بكر بن نافع
- أبي بكر بن أبي النضر
- أبي بكر الأعين
- أبي داود السنجي
- أبي داود المباركي
- أبي الربيع الزهراني
- أبي زرعة الرازي
- أبي سعيد الأشج
- أبي الطاهر بن السرح
- أبي غسان المسمعي مالك
- أبي قدامة السرخسي
- أبي كامل الجحدري
- أبي مصعب الزهري
- أبي معمر الهذلي
- أبي معن الرقاشي
- أبي نصر التمار
- أبي هشام الرفاعي

وله شيوخ سوى هؤلاء لم يخرج عنهم في صحيحه، كعلي بن الجعد، وعلي بن المديني، ومحمد بن يحيى الذهلي.

### تلامذته
روى عنه جماعات من كبار أئمة عصره منهم:
- علي بن الحسن بن أبي عيسى الهلالي، وهو أكبر منه
- محمد بن عبد الوهاب الفراء، شيخه
- الحسين بن محمد القباني
- أبو بكر محمد بن النضر بن سلمة الجارودي
- علي بن الحسين بن الجنيد الرازي
- صالح بن محمد جزرة
- أبو عيسى محمد الترمذي، روى له حديث في سنن الترمذي
- أحمد بن المبارك المستملي
- عبد الله بن يحيى السرخسي القاضي
- أبو سعيد حاتم بن أحمد بن محمود الكندي البخاري
- إبراهيم بن إسحاق الصيرفي
- إبراهيم بن أبي طالب، رفيقه
- إبراهيم بن محمد بن حمزة
- إبراهيم بن محمد بن سفيان الفقيه، راوي الصحيح
- أبو عمرو أحمد بن نصر الخفاف
- زكريا بن داود الخفاف
- عبد الله بن أحمد بن عبد السلام الخفاف
- أبو علي عبد الله بن محمد بن علي البلخي الحافظ
- عبد الرحمن بن أبي حاتم
- علي بن إسماعيل الصفار
- أبو حامد أحمد بن حمدون الأعمشي
- أبو حامد أحمد بن محمد بن الشرقي
- أبو حامد أحمد بن علي بن حسنويه، المقرئ، أحد الضعفاء
- أحمد بن سلمة النيسابوري الحافظ
- سعيد بن عمرو البرذعي
- أبو محمد عبد الله بن محمد بن الشرقي
- الفضل بن محمد البلخي
- أبو بكر بن خزيمة
- أبو العباس السراج
- محمد بن عبد بن حميد
- محمد بن مخلد العطار
- مكي بن عبدان
- يحيى بن محمد بن صاعد
- أبو عوانة الإسفراييني
- نصر بن أحمد بن نصر الحافظ

## وفاته
توفي الإمام مسلم بن الحجاج عشية يوم الأحد الخامس والعشرين من رجب سنة 261 هـ، الموافق 6 يوليو 875م، وعمره خمس وخمسون سنة، ودفن يوم الاثنين ومقبرته في رأس ميدان زياد بنصر أباد بظاهر نيسابور. ولم يعقب ذرية ذكورًا، وقد ذكر الحاكم أنه رأى من أعقابه من جهة البنات.

وذكروا في سبب وفاته سبب غريب، وهو أنه سئل عن حديث في مجلس بنيسابور، فقال بعدم علمه بهذا الحديث، وعندما رجع إلى بيته قام بالفحص عن ذلك الحديث، وحصل في الأثناء أن جاءه أحد ملازميه بإناء كبير من التمر، فلم يزل مسلم يبحث عن الحديث طوال ليلته ولكي يزيل النوم عن عينيه تناول من التمر المهداة إليه حتى طلع عليه الفجر، وما أن أتم أكل التمر كله حتى عثر على الحديث، ويبدو أن إكثاره من أكل التمر تلك الليلة سبب عنده مرضًا ما، فمات بعدها. قال الذهبي:
| مسلم بن الحجاج | عُقِدَ لأبى الحسين مسلم بن الحجاج مجلس للمذاكرة، فذُكِرَ له حديثٌ لم يعرفه، فانصرف إلى منزله وأوقد السراج، وقال لمن في الدار: لا يدخل أحد منكم هذا البيت، فقيل له: أهديت لنا سلة فيها تمر. فقال: قدموها إلي فقدموها إليه فكان يطلب الحديث ويأخذ تمرة تمرة فيمضغها فأصبح وقد فني التمر ووجد الحديث. وقال الحاكم: زادنى الثقة من أصحابنا أنه منها مات. | مسلم بن الحجاج |

## ثناء العلماء عليه

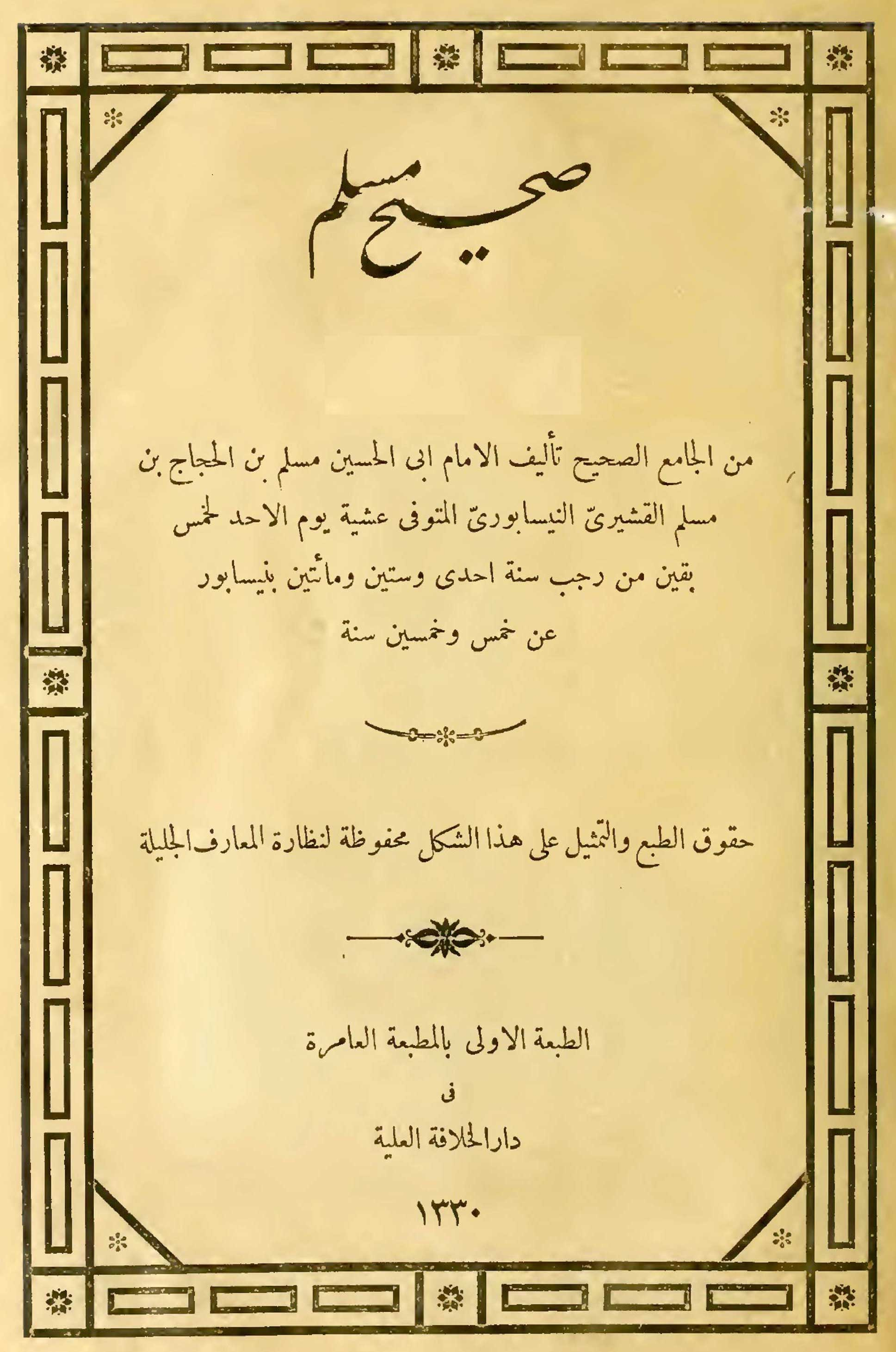
صحيح مسلم أشهر كتب مسلم بن الحجاج، وأكثر مواضع ثناء العلماء عليه.

كان مسلم موضع تقدير العلماء من شيوخه وأقرانه، فقد تحدث العلماء عن فضله، وأشاروا إليه بقوة المعرفة ورفعة المنزلة، وكان شيوخه مثل إسحاق بن راهويه يتنبأ له بمستقبل عظيم، ويقول «أي رجل يكون هذا»، وقد ظهرت مكانته واشتهرت بعد تأليفه صحيح مسلم، وصار إمامًا حجة في علم الحديث، فمن أقوال العلماء فيه:
- قال فيه شيخه محمد بن عبد الوهاب الفراء:[12] «كان مسلم من علماء الناس وأوعية العلم، ما علمته إلا خيرًا.»
- قال ابن الصلاح:[31] «رفعه الله تبارك وتعالى بكتابه الصحيح إلى مناط النجوم، وصار إمامًا حُجة يبدأ ذكره ويُعاد في علم الحديث، وغيره من العلوم، وذلك فضل الله يؤتيه من يشاء.»
- قال ابن الأخرم:[32] «إنما أخرجت مدينتنا هذه من رجال الحديث ثلاثة: محمد بن يحيى وإبراهيم بن أبي طالب ومسلم.»
- قال بندار:[24][32] «الحفاظ أربعة، أبو زرعة ومحمد بن إسماعيل والدارمي ومسلم.»
- قال أبو علي الحسين بن علي النيسابوري:[33][34] «ما تحت أديم السماء أصح من كتاب مسلم بن الحجاج في علم الحديث.»
- قال أحمد بن سلمة النيسابوري:[31] «رأيت أبا زرعة وأبا حاتم يقدمان مسلم بن الحجاج في معرفة الصحيح على مشايخ عصرهما.»
- قال جمال الدين المزي:[24] «قال الحاكم أبو عبد الله الحافظ: قرأت بخط أبى عمرو المستملي: أملى علينا إسحاق بن منصور سنة إحدى وخمسين ومئتين، ومسلم بن الحجاج ينتخب عليه وأنا أستملى، فنظر إسحاق بن منصور إلى مسلم، فقال: لن نعدم الخير ما أبقاك الله للمسلمين.»
- وقال أيضا:[34] «سمعت عمر بن أحمد الزاهد يقول: سمعت الثقة من أصحابنا وأكثر ظنى أنه أبو سعيد بن يعقوب يقول: رأيت فيما يرى النائم كأن أبا على الزغورى يمضى في شارع الحيرة وفي يده جزء من كتاب مسلم فقلت له: ما فعل الله بك؟ قال: نجوت بهذا وأشار إلى ذلك الجزء.»
- قال ابن حجر العسقلاني:[31] «حصل لمسلم في كتابه حظ عظيم مفرط لم يحصل لأحد مثله بحيث أن بعض الناس كان يفضله على صحيح محمد بن إسماعيل، فسبحان المعطي الوهاب.»
- وقال يحيى بن شرف النووي:[15] «أحد أعلام أئمة هذا الشأن، وكبار المبرزين فيه، وأهل الحفظ والإتقان، والرحالين في طلبه إلى أئمة الأقطار والبلدان، والمعترف له بالتقدم فيه بلا خلاف عند أهل الحذق والعرفان.»
- وقال ابن عبد البر:[35] «أجمعوا على جلالته وإمامته وعلو مرتبته. وأكبر الدلائل على ذلك كتابه الصحيح الذي لم يوجد في كتاب قبله ولا بعده من حسن الترتيب وتلخيص طرق الحديث.»
- وقال محمد صديق خان:[36] «والإمام مسلم بن الحجاج القشيري البغدادي أحد الأئمة الحفاظ، وأعلم المحدثين، إمام خراسان في الحديث بعد البخاري.»

## مؤلفاته
لمسلم بن الحجاج تصانيف عديدة في الحديث النبوي وعلومه والعلل والرجال وأوهام المحدثين وأسمائهم وكناهم وطبقاتهم والمنفردات والوحدان وغير ذلك، منها المطبوع والمفقود، فقد ذكر ابن الجوزي في المنتظم ثلاثة وعشرين مصنفًا له، وذكر الحاكم النيسابوري في تاريخ نيسابور ثلاثة وعشرين مصنفًا أيضًا إلا أنه ذكر مصنفين جديدين وأغفل مصنفين ذكرهما ابن الجوزي، وذكر الذهبي في السير واحدًا وعشرين مصنفًا له، ثم قال: «ثم سرد الحاكم تصانيف له لم أذكرها».

### الكتب المطبوعة
- الجامع الصحيح المعروف بصحيح مسلم، وهو أشهر كتبه، ومن أمهات كتب الحديث النبوي عند أهل السنة والجماعة، وهو أحد كتب الجوامع،[38] وثاني الصحيحين بعد صحيح البخاري، وأحد الكتب الستة. فقد انتخب الإمام مسلم أحاديث الصحيح من ثلاثمئة ألف حديث مما يحفظ، ولم يروِ في الكتاب إلا الأحاديث التي أجمع العلماء على صحّتها، قال الدهلوي: «توخّى تجريد الصحاح المجمع عليها بين المحدثين المتصلة المرفوعة.»[39] فلم يستوعب الإمام مسلم في الكتاب جميع الأحاديث الصحيحة، قال: «ليس كل شيء عندي صحيح وضعته ها هنا إنما وضعت ها هنا ما أجمعوا عليه.» [40] وقد عمل الإمام مسلم على تنقيح الكتاب ومراجعته وعَرَضه على عدد من شيوخ وقته منهم الإمام أبو زرعة الرازي أحد أكبر الأئمة في علوم الحديث وعلم الجرح والتعديل، قال مسلم: «عرضت كتابي هذا على أبي زرعة الرازي، فكل ما أشار أن له علة تركته، وكل ما قال إنه صحيح وليس له علة خرّجته.»[41]
- الكنى والأسماء.[42]
- التمييز،[43] كتاب يوضح منهج المحدّثين في نقد الحديث، فٌقد جزء كبير منه، وطبع الجزء المتبقي بتحقيق مصطفى الأعظمي.[37]
- رجال عُروَة بن الزُّبَير، وجماعة من التابعين وغيرهم،[44] تحقيق سكينة الشهابي،[45] مجلة مجمع اللغة العربية بدمشق، المجلد 54، الجزء الأول، 1399هـ/ 1979م، ص107- 145.
- المنفردات والوحدان،[46] ويذكر فيه تسمية من روى عنه رجل أو امرأة حفظ أَو حفظت عن النبي شيئا من قول أو فعل، ولا يروى عن كل واحد منهم إِلا واحدًا من مشهور التابعين لا ثاني معه في الرواية فيما حفظ.[47]
- الطبقات، أو طبقات مسلم.[48]

### الكتب المفقودة
| - الإخوة والأخوات، ذكره المالكي في تسمية ما ورد به الخطيب البغدادي دمشق. - أسماء الرجال، ذكره النووي في شرحه. - الأفراد. - أفراد الشاميين من الحديث عن رسول الله. - الأقران، والأقران هم المتقاربون في السن والإسناد. - انتخاب مسلم على أبي أحمد الفراء، اختار فيه من أحاديث شيخه الفراء ما راق له وجمعه. - الانتفاع بأُهُب السباع، وسماه ابن حجر الانتفاع بجلود السباع. - الأوحاد. - أولاد الصحابة ومن بعدهم من المحدثين. - أوهام المحدثين. - التاريخ، ذكره ابن النديم والخطيب البغدادي. - تفضيل السنين. - الجامع الكبير - على الأبواب. - ذكر أولاد الحسين. - رواة الاعتبار. | - سؤالات أحمد بن حنبل. - طبقات التابعين. - طبقات الرواة. - العلل. - كتاب عمرو بن شعيب، يذكر فيه من لم يحتج بحديث عمرو بن شعيب وما أخطأ فيه. - المخضرمون، وهم التابعون الذين أدركوا الجاهلية ولم يلقوا النبي، ولكنهم أسلموا صحبوا الصحابة، وعد مسلم عشرين رجلًا منهم في كتابه. - مسند حديث مالك. - المسند الكبير على الرجال، قال عنه الحاكم: «ما أرى أنه سمعه منه أحد»، وقال ابن حجر: «وقيل إنه صنف مسندا كبيرا على الصحابة لم يتم». - معرفة شيوخ مالك والثوري وشعبة، وذكره الحاكم والذهبي أنه ثلاثة كتب. - معرفة رواة الأخبار، ذكره ابن حجر في فهرس مروياته، وذكره ابن الجوزي في المنتظم. - كتاب المعمر في ذكر ما أخطأ فيه معمر، ذكره الحاكم والمالكي. - المفرد، ذكره ابن النديم في الفهرست. |

## هوامش
- 1 قال النووي: «اتفق العلماء رحمهم الله على أن أصح الكتب بعد القرآن العزيز الصحيحان البخاري ومسلم وتلقتهما الأمة بالقبول»[54]
- 2 الحافظ: هو لقب يُطلق على من حفظ عدداً كبيراً جداً من الأحاديث وكانت له معرفة متقنة بأحوال الرواة والأسانيد. قال ابن حجر العسقلاني: «الشروط التي إذا اجتمعت اليوم في الراوي سموه حافظا هي: الشهرة بالطلب أو الأخذ من أفواه الرجال لا من الصحف، ومعرفة التعديل والتجريح لطبقات الرواة ومراتبهم، وتمييز الصحيح من السقيم حتى يكون ما يستحضره من ذلك أكثر مما لا يستحضره، مع حفظ الكثير من المتون.»[55]
- 3 البزّ: هو الثياب أو متاع البيت عامة من الثياب ونحوها.[56]

## وصلات خارجية
- تراجم أصحاب الكتب الستة، موقع الإسلام سؤال وجواب.
- ترجمة الإمام مسلم، موقع طريق الإسلام.
- من هو الإمام مسلم، وثناء العلماء عليه وصحيحه، مقالات إسلام ويب.
- صحيح مسلم - على أمازون كيندل